# 장승길
장승길(1956년 2월 26일 ~ )은 대한민국의 성우로, 1982년 한국방송 성우극회 17기 공채로 입사했다.

## 출연작

### 애니메이션
- 공자전(KBS) - 자로
- 꼬꼬리코 돌격대(SBS) - 다빈치 박사
- 독수리 5형제(KBS) - 부엉이 류(용)
- 루니툰(투니버스) - 대피 덕, 엘머 퍼드
- 마루코는 아홉살(재능TV, 애니맥스) - 토모죠
- 미키의 클럽하우스(KBS) - 본 드레이크 교수, 칩
- 빨간망토 차차(SBS) - 대마왕
- 티몬과 품바(KBS) - 라피키
- 하우스 오브 마우스(KBS) - 본 드레이크 교수, 바실, 호세 카리오카
- 캡틴 테일러(SBS)
- 채채퐁 김치퐁(KBS) - 카론
- 스페이스 힙합덕(KBS) - 배트킹
- 아장닷컴(KBS) - 제우스
- 사이버영혼 바스토프레몬(KBS) - 수행원, 앵커
- 개구쟁이 데니스(SBS) - 뭉치
- 미래영웅 아이언리거(SBS) - 정비사, 강인한
- 날아라 슈퍼보드(KBS) - 용괴물
- 파닥파닥 비행선(SBS) - 에드워드
- 타이의 대모험(SBS) - 자바라, 마드리드
- 드래곤볼(SBS) - 피콜로, 피콜로 대마왕 부하, 탬버린, 우파의 아버지, 팽푸드
- 숲 속의 백설공주(SBS)
- 영심이(KBS)
- 마스크(SBS) - 과학자
- 명탐정 코난(KBS) - 고희수
- 이상한 나라의 폴(SBS)
- 영광의 레이서 (KBS)
- 지구용사 벡터맨(KBS) - 코브라 사령관
- 슈퍼K(MBC) - 해저드 장군
- 인형 보물섬(KBS)
- 원탁의 삼총사(KBS) - 발리언트 부왕의 가신, 가웨인 경
- 원피스(투니버스) - T본
- 셰익스피어 명작만화 뜻대로 하세요(SBS) - 터치스톤(광대), 로잘린느 아버지 친구
- 스쿠비 두와 늑대인간(카툰네트워크) - 크런치, 해설
- 시크릿 새터데이(카툰네트워크) - 아르고스트
- 폭소 자동차 경주(투니버스) - 릭 대스태들리
- 레이브(투니버스) - 리제(나중)
- 히트가이-J(애니원) - 장군
- 스피릿 오브 원더 - 소년과학클럽(투니버스) - 쿠퍼
- 레이튼 교수와 영원한 디바(디즈니채널) - 휘슬러
- 형사 가제트(VIDEO) - 콤비 서장, 부하1
- 은혼(투니버스) - 산타
- 탐정학원 Q(투니버스) - 이와시미즈
- 록맨 에그제 엑서스(투니버스) - 곡괭이맨
- 츠바사 크로니클(투니버스)
- 뷰티풀 조(투니버스) - 브라운
- 몬스터(투니버스) - 빵집 주인
- 올림포스 가디언(SBS) - 아타마스 왕
- 출격 로보텍(SBS)
- 아가사 크리스티의 명탐정 포와로와 마플(투니버스) - 에브니저 할리데이
- 헌티드 정션(투니버스) - 이사장
- 꼬마유령 캐스퍼 : 새로운 모험(카툰네트워크) - 빌
- 츠리타마(애니박스) - 나츠키 아버지
- 톰과 제리 : 마법의 반지(카툰네트워크)
- 네모 네모 스펀지 송(EBS) - 플랑크톤
- 마녀들이 사는 법(EBS) - 콘크리트 사장
- 빵빵! 그림책 버스(EBS) - 드르렁
- 사랑해 클리포드(EBS) - 토실이
- 수학탐험대(EBS) - 잭 아저씨
- 스타 워즈: 클론 전쟁(EBS)
- 잠의 요정 나일러스(EBS) - 가가노이드
- 다크윙 덕(KBS) - 오리형사
- 뾰로롱 꼬마마녀 (KBS) - 경찰
- 베리와 핑크팬더 - 릭붓
- 베리와 아카메 (재능TV) - 릭붓
- 도깨비언덕에 왜 왔니? (투니버스) - 송장 할배
- 포켓몬스터 썬&문 (투니버스) - 오박사, 송호 오
- 포켓몬스터 W (투니버스) - 오박사

### 극장용 애니메이션
- 101마리 강아지 2 : 패치의 런던 대모험 - 간수
- 가디언의 전설 - 이즐립
- 라이온 킹 - 라피키
  - 라이온 킹 2 - 라피키
  - 라이온 킹 3 - 라피키
- 라따뚜이 - 홀스트
- 스팀 보이 - 제임스 해롤드 스팀
- 슈렉 - 늙은 쥐 / 군인대위 / 신부님
  - 슈렉 2(KBS/극장) - 해롤드 왕
- 아틀란티스: 잃어버린 제국 - 쿠키
- 알라딘 - 술탄
  - 돌아온 자파 - 술탄
  - 알라딘과 도적의 왕 - 술탄
- 인어공주 - 트라이톤
  - 인어공주2 - 트라이톤
- 인크레더블 1/2 - 루시우스 베스트
- 위대한 명탐정 바실 - 바실
- 미키의 크리스마스 선물 - 스크루지 맥덕
- 토이스토리 1/2/3/4 - 슬링키
- 보물성 - 벤
- 피노키오 - 제페토
- 헷지(KBS) - 번
- 스피릿(SBS) - 머피
- 스페이스 몽키(SBS) - 스플리치 / 박사
- 오린의 대모험(SBS)
- 생쥐와 야옹이(SBS) - 타이거
- 메이저 극장판 - 우정의 강속구(투니버스) - 안장호
- 돼지코 아기공룡 임피의 모험(KBS) - 존더버그 박사
- 백조공주 - 로드 로저스
- 주먹왕 랄프 - 킹 캔디
- 톰과 제리 영화 (애니맥스) - 릭붓
- 겨울왕국 - 위즐턴 공작
  - 겨울왕국 2 - 위즐턴 공작(아토알란 Ver)
- 슈퍼배드 - 닥터 네파리오
  - 슈퍼배드2 - 닥터 네파리오
- 카 1 - 라몬
  - 카 2 - 라몬 / Z 교수
  - 카 3 - 라몬
- 모아나 2 - 켈레

### 영화
- 의문의 실종 (KBS) - 밥콕 (리처드 브래드퍼드)
- 007 두 번 산다 (KBS) - 중국 요원(왕와영) / 하와이 관제원(쉐인 리머) / 소련 우주 관제원(마이크 폴)
- 13번째 전사 (KBS) - 국왕의 아들 (앤더스 T. 앤더슨)
- 소림축구(KBS, SBS) - 대사형 (황일비)(KBS) - 이사형 (막미림)(SBS)
- 800 블렛(SBS) - 루치아노(루치아노 페데리코)
- 죽음의 표적(SBS) - 찰스 (톰 라이트)
- 룩 앳 미(SBS) - 빈센트(그레고이레 오에스테르만) / 택시 기사(장 피에르 라제리니)
- 크림슨 리버(SBS)
- 매트릭스2(SBS) - 메로빙지언 (램버트 윌슨)
  - 매트릭스3(SBS) - 메로빙지언 (램버트 윌슨)
- 에주케이터(SBS)
- 튜니티라 불러다오(KBS) - 튜니티와 밤비노의 아버지(해리 캐리 주니어) / 파커(에밀리오 델 피아네)
- 더 록(SBS) - 허멜 장군 (에드 해리스)
- 커럽터(SBS) - 바비 (바이런 만)
- 피아니스트의 전설(SBS) - 나인틴 헌드레드(팀 로스)
- 인게이지먼트(SBS)
- BB 프로젝트(SBS) - 슬리퍼의 아버지(곡봉) / 회장의 부하(노혜광) / 의뢰인(황육민) / 의사(리가인)
- 희극지왕(SBS)
- 콜래트럴 데미지(SBS) - 브랜트(엘리어스 코티스)
- 선생 김봉두(SBS)
- 미 마이셀프 앤드 아이린(SBS)
- 해리포터 시리즈 - 알버스 덤블도어 (리처드 해리스/마이클 갬본), 아서 위즐리(마크 윌리엄스)
- 마스크(SBS) - 도일(짐 더그한)
- 최종 분석(SBS) - 허긴스(키스 데이비드)
- 이웃사람(MBC) - 경비 아저씨
- 애니 기븐 선데이(SBS) - 하비 맨드레이크 (제임스 우즈)
- 써클(SBS)
- 풀 타임 킬러(SBS)
- 성룡의 CIA(SBS) - 아마노(칩 브레이) / CIA 국장(톰 폼퍼트)
- 쥬라기 공원(KBS, SBS) - 밀턴(KBS), 제나로(마틴 페레로)(SBS)
- 지 아이 제인(SBS)
- 마틴 쉰의 유죄추정(SBS)
- 메트로(SBS)
- 엘리미네이터(SBS)
- 스타쉽 트루퍼스(SBS)
- 스페이스 카우보이(SBS) - 밥 기어슨 (제임스 크롬웰)
- 심판(SBS)
- 씨커(SBS)
- 더 야드(SBS)
- 굿바이 뉴욕, 황금을 찾아라(SBS) - 글렌
- 쇼생크 탈출(SBS) - 동료 죄수(데이비드 프로벌) / 간수(디온 앤더슨) / 검사(찰리 컨즈)
- 벤허(SBS) - 티베리우스(조지 렐프)
- 인디펜던스 데이(SBS) - 마티 (하비 피어스타인) / 오쿤 박사(브렌트 스파이너)
- 라인 스톤(SBS)
- 배트맨(SBS) - 밥 (트레이시 월터) 외
- 데스 워시4(SBS) - 노자키 (오순택)
- 또다른 탄생(SBS)
- 나의 아름다운 비밀(SBS) - 호르스트
- 축복의 조건(SBS)
- 형사 니코(SBS)
- 워터월드(SBS)
- 록키3(KBS) - 아폴로 (칼 웨더스)
- 툼 스톤(KBS) - 연방 보안관(해리 커리 주니어) / 클랜튼의 부하(로버트 존 버크)
- 내일을 향해 쏴라(KBS) - 납작코(찰스 디어콥) / 퍼시(스트로더 마틴)
- 카틴(KBS) - 나치 군인(요아힘 파울 아스뷰크)
- 꼬마 니콜라(KBS) - 무쉬붐 사장 (다니엘 프레보스트)
- 12명의 배심원(KBS) - 배심원(미카일 예프레모프)
- 비커밍 제인(KBS) - 리프로이 (제임스 매커보이)
- 프레리 홈 컴패니언(KBS) - 척 에이커스 (L.Q. 존스)
- 밴드 비지트 - 어느 악단의 조용한 방문(KBS) - 아브럼(우리 가브리엘)
- 제이콥의 거짓말(KBS)
- 스피드 (KBS) - 맥마혼 (조 모턴)
  - 스피드 2(KBS) - 맥마혼(조 모튼) / 관광객(찰스 파크)
- 브리짓 존스의 일기(KBS) - 줄리앙
- 언더시즈(KBS)
- 7월 4일생(KBS) - 윌슨 아저씨(마이클 컴포타포)
- 엑시덴탈 스파이(KBS)
- 반 헬싱(KBS) - 이고르 (케빈 J. 오코너) / 지네트 추기경(알런 암스트롱)
- 라스트 캐슬(KBS) - 보프레 (브라이언 굿맨), 대니
- 맨 인 블랙2(KBS) - 집스(토니 샬호브)
- 굿모닝 베트남(KBS) - 댄(리처드 포트노) / 검열관(댄 스탠튼)
- 알츠하이머 케이스(KBS) - 퀴퍼스(더크 루프트후프트) / 더 헥의 아들(톰 반 다이크)
- 화이트 마사이(KBS)
- 럭키 넘버 슬레븐(KBS) - 조폭 리더(게리 멘디시노) / 브리코스키의 동료 경찰(케빈 챔벌린)
- 호텔 르완다(KBS) - 비지뭉구 장군 (파나 모코에나)
- 안소니 짐머(KBS) - 나사이레브 (다니엘 올브리츠키)
- 묵시록 코드(KBS) - 자파드 (론 크레이머)
- 성룡의 미라클(KBS) - 방숙 (증강)
- 어 퓨 굿 맨(KBS) - 마킨슨 중령(J.T. 월시) / 상병(노아 와일리)
- 나는 고백한다(KBS) - 머피 형사 (저드슨 프랫)
- 전쟁과 평화(KBS) - 나폴레옹 (허버트 롬)
- 화성의 유령들(KBS) - 온노(듀안 데이비스)
- 그림 형제: 마르바덴 숲의 전설(KBS) - 안젤리카의 아버지(토마스 하나크)
- 올드 스쿨(SBS) - 제임스 카빌 외
- 아더와 미니모이(KBS) - 미니모이 왕 (로버트 드 니로) 외
- 의혹 - 리프란저 형사
- 부귀열차(SBS)
- 시애틀의 잠 못 이루는 밤 (KBS) - 애니의 아빠(케빈 오모리슨) / 샘의 지인(롭 라이너) / 경비원(존 보이랜)
- 타이타닉(KBS) - 보딘(루이스 아버너디)
- 풍운(KBS) - 만사통
- 샤인(KBS) - 미노구에 (존 코신스)
- 천방지축(KBS)
- 시스터 액트 2(KBS)
- 일요일의 아이들(KBS)
- 부메랑(KBS)
- 스플래시 (KBS) - 로스(리처드 B. 슐)
- 나일의 대모험(KBS)
- 칵테일(KBS) - 여피 시인(켈리 코넬)
- 쿵푸 프리즌(KBS) - 클레온 (버디 루이스)
- 왕자와 거지(KBS) - 존(줄리안 오처드)
- 붉은 10월(KBS)
- 레모(KBS)
- 슈퍼맨 (KBS)
  - 슈퍼맨 2 (KBS)
  - 슈퍼맨 3 (KBS) - 과학자 (베리 데넨) /  광부(크리스토퍼 말콤)
  - 슈퍼맨 4: 최강의 적 (KBS) - 미국 대통령(로버트 비티) / 원로(데이빗 가스)
- 올리버 트위스트(KBS) - 범블 (제러미 스위프트) 외
- 굿바이 만델라(KBS) - 협상가(매튜 딜런 로버츠) / 간수 / 경찰 / TV 방송
- 쌍웅(KBS)
- 헌티드(KBS) - FBI 요원(호세 수니가) / 애론의 상관
- 스타게이트(KBS)
- 화소도(SBS)
- 동방불패2(KBS)
- 삼사라(KBS)
- 그 남자는 거기 없었다(KBS)
- 좋은걸 어떡해(KBS)
- 화이트 히어로(KBS) - 솔(존 로비츠)
- 찢어진 커튼(KBS) - 농부
- 카풀(KBS) - 해머맨
- 천장지구2(KBS)
- 미스터 베이스볼(KBS)
- 아빠수업(KBS)
- 채플린(KBS) - 에드거 후버
- 양들의 침묵(KBS) - 바니(프랭키 페이슨) / 보안관(팻 맥나마라) / 방송 앵커(오바 바바툰) / 경찰(찰스 네이피어)
- 허드서커 대리인(KBS) - 버즈(짐 트루-프로스트) / 우편실 직원(크리스토퍼 다가)
- 메이드 인 아메리카(KBS)
- 쉰들러 리스트(KBS) - 율리안 쉐르너(안드레 세베린) / 군더(그제고즈 다미엑키)
- 식스맨(KBS)
- 와호장룡(KBS) - 채포두(왕덕명) / 이윤(왕문승)
- 클리프행어(KBS) - 월터(폴 윈필드) / 에릭의 동료(마이크 웨이스)
- 사랑의 블랙홀(KBS) - 거스 (릭 더코먼) 외
- 제리 맥과이어(KBS) - 중계원(알 마이크스)
- 밀리언 달러 호텔(KBS) - 쇼티
- 돈가방을 든 수녀(SBS)
- 데블스 오운(SBS) - 에드윈 디애즈 경사 (루벤 블레이즈)
- 크리스마스 캐럴(KBS)
- 스트레이트 스토리(KBS)
- 어둠속의 8일(KBS)
- 바라바(KBS)
- 심플 플랜(KBS) - 루 (브렌트 브리스코)
- 라이어 라이어(KBS) - 제리(케리 엘위스) / 회장(미첼 라이언) / 노숙자(돈 키퍼)
- 천국의 맞은편(KBS)
- 인생(KBS) - 목사
- 행복을 파는 기계(KBS)
- 블랙 호크 다운(KBS) - 해럴 (젤코 이바네크)
- 유덕화의 도망자(KBS)
- 특전대 네이비 씰(SBS) - 데인(빌 팩스턴)
- 킹스 스피치(KBS) - 위그램 경(패트릭 라이카트) / 라디오 방송 아나운서(애드리언 스카보로)
- 화양연화(KBS)
- 빌리 엘리어트(KBS)
- 슈퍼맨 3(SBS)
- 셰익스피어 인 러브(KBS) - 비올라의 아버지(니콜라스 르 프레보스트)
- 에블린(KBS) - 비티(스티븐 레이)
- 쉬즈 올 댓(KBS) - 교장
- 15분(KBS) - 스티브(타이 러얀) / 피자 배달원(커트 안돈)
- 아가사 크리스티의 창백한 말(KBS) - 사제
- 캐스트 어웨이(KBS) - 유리 (피터 본 버그)
- 비련의 신부(KBS) - 찰스
- 귀향(KBS) - 카를로스 (카를로스 가르시아 캄페로) 외
- 제이슨X(SBS) - 로 교수 (조너선 포츠)
- 진실의 두 얼굴(SBS)
- 마네킹2(SBS)
- 최가박당3(KBS)
- 폭풍탈주(KBS) - 지미 웡(유지 오쿠모토) / 오징어(아담 클락)
- 궁둥이를 쏜 사나이(SBS)
- 다크맨(SBS)
- 낫씽 투 루즈(KBS) - 헨리
- 7인의 기사(KBS) - 조지 경
- 글리머맨(SBS) - 캠벨
- 톰과 허크(KBS)
- 디디에(SBS) - 디디에 (알랭 샤바)
- 아주 특별한 약속(SBS)
- 욕망의 덫(SBS)
- 위대한 산티니(KBS)
- 프레데터 2(KBS) - 경찰(스티브 카핸)
- 머니 핏(KBS) - 잭(조쉬 모스텔) / 샤프(조 포나젝)
- 나니아 연대기: 새벽 출정호의 항해 - 리피칩 (사이먼 페그)
- 당신이 잠든 사이에(KBS) - 제리(제이슨 베르나르드)
- 첩혈쌍웅(KBS) - 국장
- 캐리비안의 해적(KBS) - 웨더비 스완 (조너선 프라이스)
  - 캐리비안의 해적 2(KBS) - 빌 터너 (스텔란 스카르스고르드) / 웨더비 스완 (조너선 프라이스) / 벨라미 선장의 부하(스티브 스피어스)
  - 캐리비안의 해적 3(KBS) - 빌 터너 (스텔란 스카르스고르드) / 웨더비 스완 (조너선 프라이스)
- 마지막 보이스카웃(KBS) - 마일로의 부하(킴 코티스) / 중계원
- 인디아나 존스: 잃어버린 성궤를 찾아서 (KBS) - 사티포 (앨프리드 몰리나) / 이튼(윌리엄 훗킨)
- 미스 에이전트(KBS) - 스탠(윌리엄 샤트너)
- 쌍둥이 대소동(KBS)
- 네모 선장과 여인들(KBS) - 넵(돈 잭슨)
- 7인의 독수리(KBS)
- 영 건2(KBS)
- 48시간 2(SBS)
- 비룡맹장(KBS) - 화 회장의 부하(주비리) / 성요한의 상사(심위) / 무기 구매
- 10인의 영웅(KBS)
- 백 투 더 퓨처 (KBS) - 스트릭랜드(제임스 톨칸)
- 이연걸의 보디가드(KBS) - 양청아의 변호사(위곽오)
- 비버리 힐스 캅 2(SBS) - 비니(로버트 패스토렐리) / 번스타인(길버트 갓프리드) / 건축업자(토드 서스맨)
- 버틀러: 대통령의 집사 - 린드 B. 존슨(리브 슈라이버)
- 콘스탄트 가드너(KBS) - 케니(제라드 맥소레이)
- 존 큐(KBS) - 무디(오바 바바툰디)
- 하이디(KBS) - 집사(루돌프 포겔)
- JFK (KBS) - 브루사드(마이클 루커) / 오스왈드를 때린 남자(토니 플라나) / 목격자(빈센트 도노프리오)
- 신데렐라 - 대공(스텔란 스카르스고르드)
- 델리카트슨 사람들(KBS) - 주민(자크 매두)
- 바다의 지배자(KBS) - 덴비 경(조지 주코)
- 타락천사 (KBS) - 하지무의 아버지(진만뢰)
- 오복성 (KBS) - 악바리의 상관(천신젠) / 허회장(장충) / 우체부(우마)
- 코 끝에 걸린 사나이(SBS) - 배리(루이스 거스만)
- 대복성(SBS) - 석주의 상관(방정) / 레슬러(스부웅)
- 사막의 천사 제씨 (KBS) - 그레인저(헨리 켄드릭) / 버틀러의 상관(메이컨 맥캘먼)
- 에딘버러시의 영웅(KBS) - 맥파랜드(럼스덴 헤어)
- SAS 특공대 (KBS) - 로드(존 더틴) / 닐(스티븐 벤트) / 스티브(트레버 바이필드)
- 이연걸의 탈출 (SBS) - 상방(주비리)
- 뮬란 - 승상(넬슨 리)
- 아라비아의 로렌스 (KBS) - 로렌스의 상관(도날드 월핏) / 가심(I. S. 조하르) / 터키 장관(호세 페레)
- 맹룡과강 (KBS) - 토니(유영)
- 육지금마 (SBS) - 한평의 아버지(종발)
- 레미제라블 (SBS) - 브르베(레이우드 스튜더)
- 예수라 불리는 아이 (SBS) - 세덱(히셈 로스톰)
- 성룡의 시티헌터 (SBS) - 맥도날드(리처드 노턴)

### 외화
- 닥터후 시즌 7(KBS) - 브라이언 윌리엄스(마크 윌리엄스)
- 브렉시트: 치열한 전쟁(KBS) - 나이젤 패라지(폴 라이언)
- 넘버스(SBS)
- 판관 포청천(KBS) - 장룡, 원숙
- 탐정 몽크(KBS)
- 스필버그의 어메이징 스토리(KBS) - 서장
- 삼국지(KBS) - 동승
- 슈퍼닌자(니켈로디언) - 할아버지
- 초한지(KBS) - 집주인
- 타임 트랙스(SBS) - 플러(패트릭 킬패트릭)

### 게임
- 로스트아크 - 세티노 외 다수